# Slaget vid Stalingrad
Slaget vid Stalingrad utkämpades under andra världskriget mellan Nazityskland och Sovjetunionen vid staden Stalingrad (idag Volgograd). Det pågick mellan 21 augusti 1942 och 2 februari 1943 och är ett av världshistoriens blodigaste slag med sammanlagda förluster på nära två miljoner människor. Det slutade med ett avgörande nederlag för Nazityskland och är en av de viktigaste vändpunkterna under andra världskriget.

## Förlopp

### Bakgrund (1941–42)
Stalingrad skulle visa sig bli vändpunkten för Tysklands Operation Barbarossa, som syftade till att införliva allt territorium mellan östra Generalguvernementet och Volga. Operationen inleddes den 22 juni 1941 och var under de första sex månaderna en enorm framgång för tyskarna; ett sovjetiskt motanfall under vintern 1941–1942 hindrade tillfälligt offensiven. På våren 1942 koncentrerades dock insatserna till södra Sovjetunionen, med det oljerika Kaukasus som mål. Samtidigt lyckades tyskarna skära av införseln av lend-lease-varor via Iran. Adolf Hitler frestades dock att inta Stalingrad som var en viktig knutpunkt i södra Sovjetunionen. 
Axelmakterna riktade in sig på att ta kontroll över det oljerika Kaukasien. Man ville även ockupera floden Volga för att kunna frysa de sovjetiska transporterna från Centralasien, i syfte att knäcka den sovjetiska ekonomin och krigsindustrin. Att staden dessutom var uppkallad efter Josef Stalin hade starkt symboliskt värde, eftersom Hitler trodde att den sovjetiska stridsviljan skulle brytas ifall staden intogs.

### Framryckning mot Volga (juni–augusti)

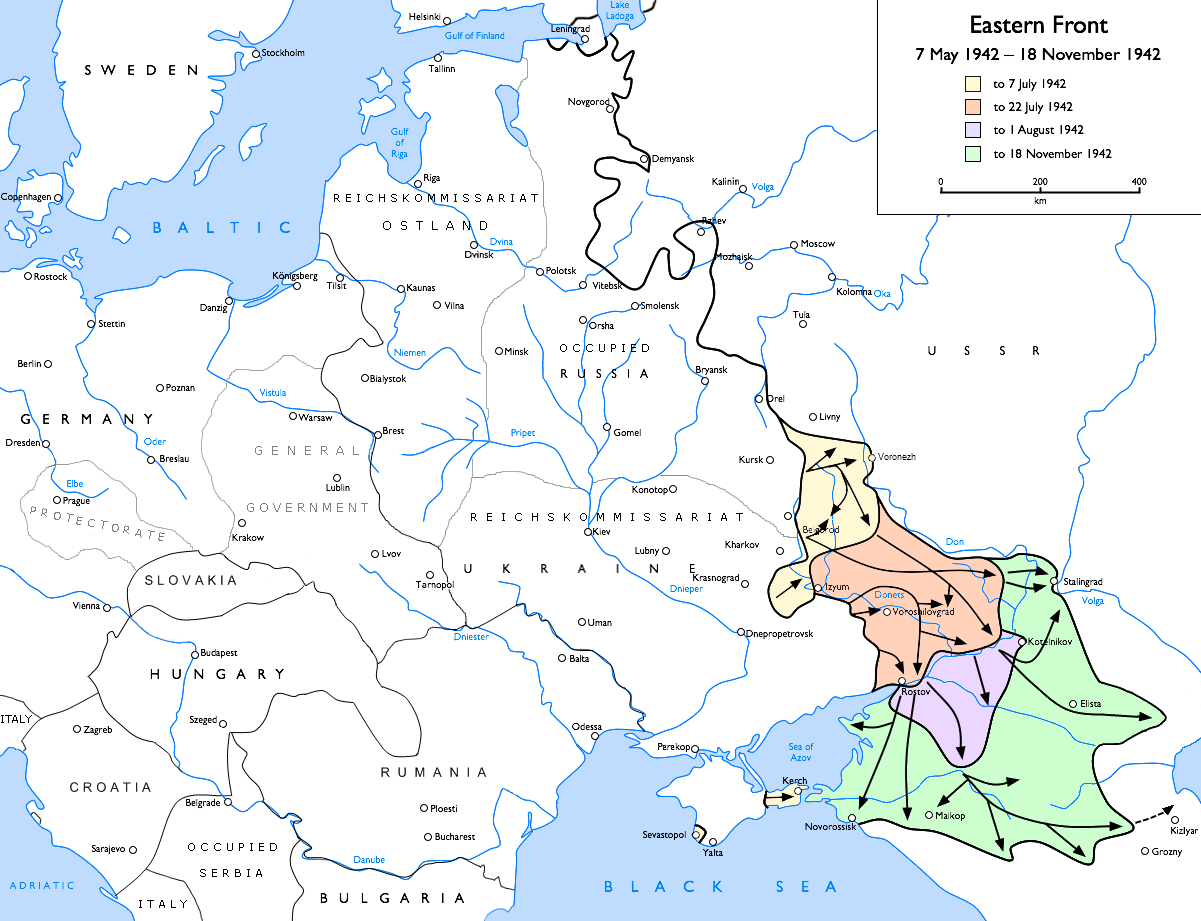
Karta över Operation Blå.

Operation Blå, som var det tyska kodnamnet för angreppet mot sydvästra Sovjetunionen, inleddes slutligen den 28 juni 1942. Offensiven hade inledningsvis stora framgångar och de sovjetiska styrkorna bjöd litet motstånd och retirerade i stor oordning österut. Flera försök att sätta upp försvarslinjer misslyckades då de tyska styrkorna bara fortsatte runt dem. Under tiden hade den 2. ungerska armén tillsammans med 4:e pansararmén inlett ett anfall mot staden Voronezj som slutligen föll den 5 juli. 6:e arméns inledande framgångar gjorde nu att Hitler återigen lade sig i planeringen och beordrade 4:e pansararmén att ansluta sig till Armégrupp A i dess attack mot Kaukasus. Följden av detta blev enorma trafikstockningar då 4:e pansararmén hann ifatt 6:e armén och de båda arméerna blev helt stillastående under en hel vecka. När offensiven nu avstannat ångrade sig Hitler och beordrade på nytt att 4:e pansararmén skulle delta i Armégrupp B i attacken mot Stalingrad.
I slutet av juni hade de tyska styrkorna drivit tillbaka de sovjetiska styrkorna över floden Don och börjat sätta upp försvarslinjer där de utnyttjade sina italienska, ungerska och rumänska allierade arméer. 6:e armén befann sig nu endast ett fåtal mil från Stalingrad och 4:e pansararmén, som nu befann sig söder om 6:e armén, vände norrut för att delta i anfallet om staden. Ytterligare söderut drev Armégrupp A vidare in i Kaukasus. 
Det började nu gå upp för de sovjetiska befälhavarna vad de tyska planerna var och i juli började man att förbereda ett försvar av Stalingrad. Sovjetiska trupper som fortfarande flydde österut från de avancerande tyska trupperna beordrades till staden samtidigt som andra kommenderades till staden från andra sidan Volga. Den nyligen bildade sovjetiska 62:a armén skulle försvara staden till sista man. Sovjetiska befälhavare såg en chans att slå de tyska styrkorna då blixtkrigs-taktiken inte skulle fungera lika bra inne i en trång storstad. Vid den här tidpunkten hade Sovjet börjat få igång sin vapenproduktion, men man var fortfarande i underläge gällande pansarfordon och flyg. Det man däremot kunde värva enkelt var manskap. Därför hoppades man kunna vinna tid medan strider pågick i staden. Den 21 augusti 1942 nådde förtrupperna ur den tyska 6:e armén fram till Volga vid byn Rynok som ligger norr om Stalingrad. Några dagar senare nådde 4:e pansarkåren Volga på den södra sidan av staden. Stalingrad befann sig nu i en stor kris, helt inringad av överlägsna tyska arméer och den enda vägen till nytt manskap och material för sovjeterna var skeppning över Volga.

### Bombräd mot Stalingrad (augusti)
Den 23 augusti 1942 lyfte 1 200 av luftflottans 4 000 bombflygplan mot Stalingrad och släppte 1 000 ton bomber. Förödelsen var total, närmare 40 000 civila dödades under första veckans bombräder. Staden förvandlades till en brinnande rasmassa.

### Gatustriderna (augusti–november)
Den sovjetiska 62:a armén hade cirka 40 000 försvarare som skulle stå emot tyska 6:e armén och två kårer ur 4:e pansararmén som bestod av cirka 330 000 man, fördelat i 20 divisioner. Detta var den största formationen i tyska armén. Friedrich Paulus fick mycket kritik för att han inte utnyttjade sina trupper bättre, men bara åtta divisioner användes i striderna om staden (90 000 man), 11 andra divisioner bemannade drygt 20 mil av fronten. Bara en enda division stannade i reserv.
De återstående av den sovjetiska 62:a armén förskansade sig i staden, redo att försvara den till sista man. Det sovjetiska motståndet blev hårdare för varje dag och striderna allt mer våldsamma.
Stalin hade beordrat avrättning av alla trupper och framförallt befäl och officerare som retirerade utan order från Stavka, enligt Order No. 227 vars slogan var "inte ett steg tillbaka". 

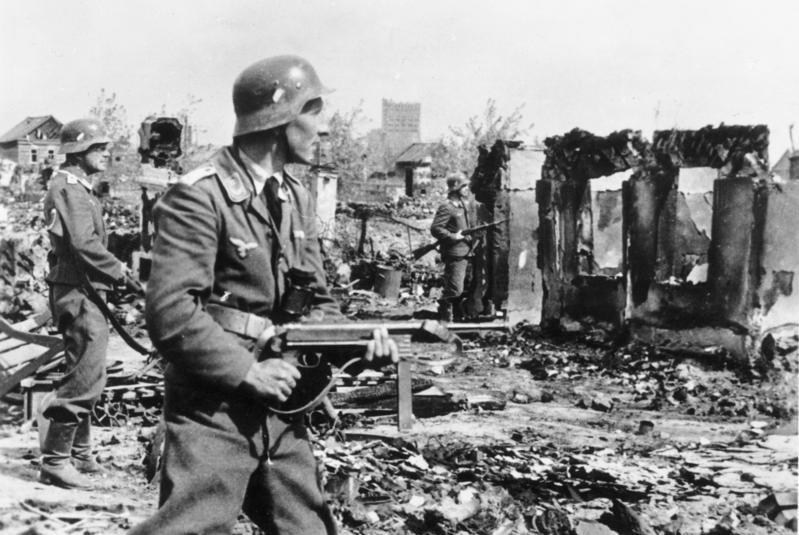
Tyska soldater ur Luftwaffes markstyrkor rensar upp bland Stalingrads ruiner.

Den 13 september går tyskarna in i staden, hårda strider rasar från hus till hus redan från början. Några av de mest brutala striderna utspelade sig på Mamajev Kurgan, en stor kulle i den södra delen av Stalingrad. Kullen skiftade ägare flera gånger, och när tyskarna till slut intog kullen i mitten av september kunde de för första gången se ned mot centrum av Stalingrad. Tre dagar senare återtogs dock kullen av den sovjetiska 13:e gardesskyttedivisionen, men under natten blev hela divisionen på 10 000 man utplånad, så när som på 320 man, av det tyska artilleriet. Trots detta lyckades de sovjetiska trupperna hålla delar av kullen under hela slaget. 
Tyskarna kommer längre och längre in i staden, och den sovjetiska ledningen måste agera snabbt innan man förlorar staden. Trupperna blir mindre och mindre för varje timme. Därför går man till ett desperat motanfall med sina sista reserver, vilket också lönar sig. Man vinner viktig mark och tid så att mer trupper hinner komma till Stalingrad, men till stora förluster. Tyskarna återupptar snart sin offensiv mot Volga. Hårda strider rasar kring järnvägsstationen som byter ägare flera gånger på en dag. Sovjeterna sätter upp ett heroiskt försvar om staden. Våldsamma närstrider utkämpas dagligen. Striderna rasar från rum till rum, i trappor, källare och även i kloakerna. Båda sidor kom att barrikadera sig i kloakerna och större tunnelkrigföring pågick. Tyskarna kom att kalla kloakstriderna för Rattenkrieg ("råttkrig").
Striderna fortsätter in i oktober då tyskarna kontrollerar större delen av staden. Men Sovjet vägrar att överge Stalingrad och tusentals nya soldater landsätts varje natt på Volgas västra strand. De tyska bombplanen fortsätter att bomba staden varje dag. I mitten av oktober anfaller tyskarna Stalingrads stora industrier i norra delen av staden. Intensiteten i striderna höjs under brutala närstrider. I de sönderbombade lokalerna saknas frontlinjer. På båda sidor är förlusterna enorma. Anfall och motanfall görs dagligen av de stridande. Den tyska eldkraften är för stark för försvararna. De sovjetiska soldaterna trycks ut från den ena lokalen efter den andra. Men i slutet av månaden avstannar anfallet från Tyskland, soldaterna är slitna.    
I början av november håller tyskarna nästan hela staden förutom några få, små sovjetiska fickor vid Volgas kant. I tron att ett sista anfall skulle säkra segern samlar tyskarna sina reserver och går till anfall, men de sovjetiska soldaterna vägrar att ge sig. Stalingrad kräver flera tusen liv om dagen. Det var grymma förhållanden för soldaterna i staden och nu satte även den ryska vintern in.

### Operation Uranus (november)

Karta över Operation Uranus (Sovjetunionens motanfall).

Redan i september började planerna för operation Uranus att ta form. Den 12 september kallades Georgij Zjukov till Kreml för att förklara varför det senaste motanfallet mot 6:e arméns norra flank hade misslyckats. Generalstabschefen Aleksandr Vasilevskij var också närvarande vid mötet. Efter att ha förklarat att motanfallet med tre arméer hade misslyckats på grund av otillräcklig utbildning, brist på artilleri och stridsvagnar, så krävde Stalin att få veta vad som krävdes för en lyckad motoffensiv. Zjukov och Vasilevskij fick i uppdrag att tänka igenom vad som måste göras i Stalingradområdet. Följande kväll återvände de till Kreml för att presentera sina tankar. Stalingrad skulle försvaras med utnötningsstrid med minimalt med förstärkningar. I stället för nya mer begränsade motanfall så skulle nya arméer byggas upp för att försöka åstadkomma en större inneslutning genom att angripa de utsatta flankerna som försvarades av svaga rumänska förband. Efter ett inledande motstånd så gav Stalin planerna sitt stöd på natten den 13 september.
En massiv uppbyggnad vidtog. Från den nybyggda järnvägslinjen Saratov-Astrachan löpte stickspår över stäppen fram mot områdena bakom Don, där trupper kunde lastas av. Det sovjetiska järnvägsnätet förde dagligen fram 1300 vagnar med trupper och förnödenheter till de tre fronterna kring Stalingrad. Civilbefolkningen i en 24 kilometer djup zon bakom frontlinjen evakuerades för att trupperna skulle kunna gömmas i byarna. Anfallsstyrkan bestod av 1,1 miljoner man, understödda av 15 000 kanoner och granatkastare samt nästan 1500 stridsvagnar.
Huvudanfallet skulle utgå från det 70 kilometer långa brohuvudet som Sydvästfronten höll på den södra sidan av Don kring Serafimovitj, som ligger 160 kilometer väster om Stalingrad. Detta brohuvud hade den 3:e rumänska armén inte lyckats eliminera tidigare under hösten. Inte mindre än 17 falska broar byggdes över Don för att avleda uppmärksamheten från de fem riktiga broarna som anfallsstyrkan använde sig av för att förflytta sig in i brohuvudet. Anfallsstyrkan bestod av 5:e stridsvagnsarmén, 4:e stridsvagnskåren, två kavallerikårer och ett stort antal skyttedivisioner från Sydvästfronten.
Från ett brohuvud närmare Stalingrad så skulle ett anfall riktas mot den yttersta flanken av 6. Armee som hölls av XI. Armeekorps. 
Den andra skänkeln i den tänkta kniptångsmanövern skulle utgå från området kring Sarpasjöarna söder om Stalingrad mot den svaga försvarslinje som 4:e rumänska armén höll. Detta något mindre anfall skulle utföras av tre arméer från Stalingradfronten. De båda skänklarna av anfallet skulle mötas vid staden Kalatj vid Don.
Den 19 november inleddes den sovjetiska offensiven från de då nordvästra respektive sydöstra fronterna med målet att innesluta 6:e armén. 3:e rumänska armén som försvarade tyska 6:e arméns norra flank bröt samman efter en dag. Efter en dags kamp togs 30 000 rumäner till fånga av totalt 152 000 man. 
Den 20 november inleddes nästa sovjetiska offensiv, nu söder om staden, ett avsnitt som hölls av 4:e rumänska armén. Denna armé bestod nästan uteslutande av kavalleri och försvaret bröt samman nästan omedelbart. De sovjetiska styrkorna avancerade nu snabbt västerut i en kniptångsmanöver och möttes två dagar senare i närheten av staden Kalatj och inneslöt de tyska styrkorna i Stalingrad. Tyska 6:e armén och delar av tyska 4:e pansararmén och sex divisioner från Rumänien var nu instängda i Stalingrad, omkring 290 000 man med utrustning. Vid mitten av november höll Röda armén endast två små brohuvuden i staden, resten kontrollerades av tyskarna. På grund av det sovjetiska motanfallet inställdes de tyska anfallen i staden, och förband började flytta för att skydda 6:e arméns bakre områden.

### Luftbro (november–januari)

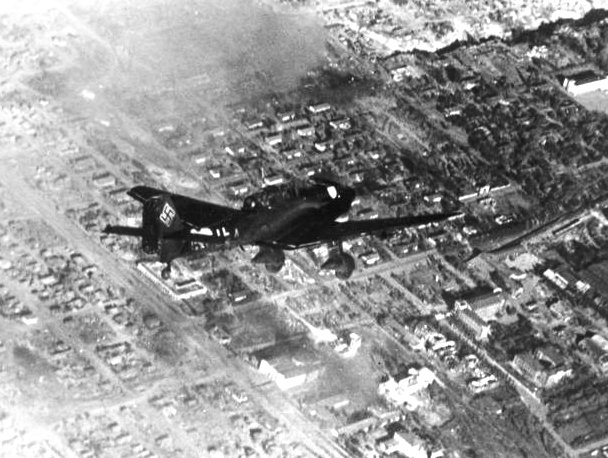
Junkers Ju 87 över Stalingrad i oktober 1942

När Hitler fick bud om 6:e arméns inneslutande fick han ett vredesutbrott och beslöt att allt måste göras för att stödja trupperna i Stalingrad. Trots att flertalet av hans närmaste generaler föreslog att göra en utbrytning och ge upp Stalingrad för tillfället, vägrade Hitler. I stället kommenderade han att armén skulle understödjas från luften och att en gigantisk luftbro skulle upprättas. Tyska 6:e armén fick order från Hitler om att inta igelkottsställning och invänta undsättning. Den svarade att dess situation var desperat, eftersom ammunition och bränsle var på upphällningen. Den hävdade att dess enda chans var att bryta sig ut med ett ”knockoutslag”. En undsättningsoffensiv var otänkbar före den 10 december och då skulle situationen för tyska 6:e armén vara extremt hopplös eftersom den var omringad av tre hela sovjetiska arméer. Hitler svarade att Stalingrad skulle hållas till varje pris. Chefen för Luftwaffes generalstab, Hans Jeschonnek, lovade, stödd av Göring, att flygvapnet kunde flyga in 550 ton förnödenheter till 6:e armén varje dag. Vintern och det förbättrade sovjetiska flygvapnet gjorde dock att man endast lyckades få in cirka 100 ton om dagen, och på tillbakavägen tog man med sig sårade ut ur staden. 6:e armén stod utan drivmedel och ammunition, men uppmanades av Hitler att kämpa till sista man.

### Räddningsförsök (december)
Under december 1942 försökte 4. Panzerarmee sammansatt av tyska och rumänska styrkor under general Erich von Mansteins ledning att rädda de belägrade tyskarna. Den 12 och 13 december gick tyskarna över floden Aksaj och den 16 befann de sig endast 50 km från Stalingrad. Offensiven slogs dock tillbaka i december. Efter nyår blev situationen allt mer desperat för 6:e armén. De började snabbt få slut på bränsle och mediciner och tusentals började nu dö på grund av frostskador, undernäring och olika sjukdomar.

### Slutfasen av slaget (januari–februari)
I januari inledde de sovjetiska styrkorna ytterligare en offensiv, vilket innebar ett försök att bryta igenom de italienska linjerna utmed Don och ta Rostov-na-Donu. Detta skulle stänga in resterna av Armégrupp Süd i Kaukasus vilket skulle ha varit en katastrof för tyskarna. Tyskarna satte dock upp vad man kallade ett "mobilt försvar" vilket bestod av mindre enheter som försvarade byar och städer till dess att pansar kunde nå fram och hjälpa till. De sovjetiska styrkorna nådde aldrig Rostov-na-Donu, men de tvingade von Manstein att hela tiden dra tillbaka trupperna från Kaukasus för att förstärka fronten omkring 250 km längre norrut och bort ifrån den instängda 6:e armén i Stalingrad.         
När alla försök att rädda den inneslutna armén misslyckats, var deras enda chans att överleva vintern på de ransoner som de tyska transportplanen lyckades flyga in, vilket var alldeles för lite. Tiotusentals tyskar dog av sjukdomar och svält medan fickan krympte. Den 10 december anfölls den tyska utsvultna armén av sovjetiska styrkor. I mitten av januari 1943 förlorades de två sista flygfälten som fanns tillgängliga i fickan, vilket innebar att inga mer förnödenheter kunde flygas in. Den 10 januari inleder sovjetiska styrkor med cirka 7 000 kanoner ett anfall mot de utsvultna tyska trupperna i Stalingrad, men man mötte nästan inget motstånd alls. Den 24 januari delades 6:e armén upp i två grupper. Den 31 januari kapitulerade den södra fickan, och den 2 februari 1943 kapitulerade de sista trupperna i Stalingrad. Sammanlagt 91 000 man kapitulerade och av dessa var bara 3 000 rumäner. Endast 6 000 av alla dessa fångar överlevde den sovjetiska krigsfångenskapen och återvände. Först 1955 återvände de sista överlevande från fångenskapen till sina hemländer.

## Facit av slaget

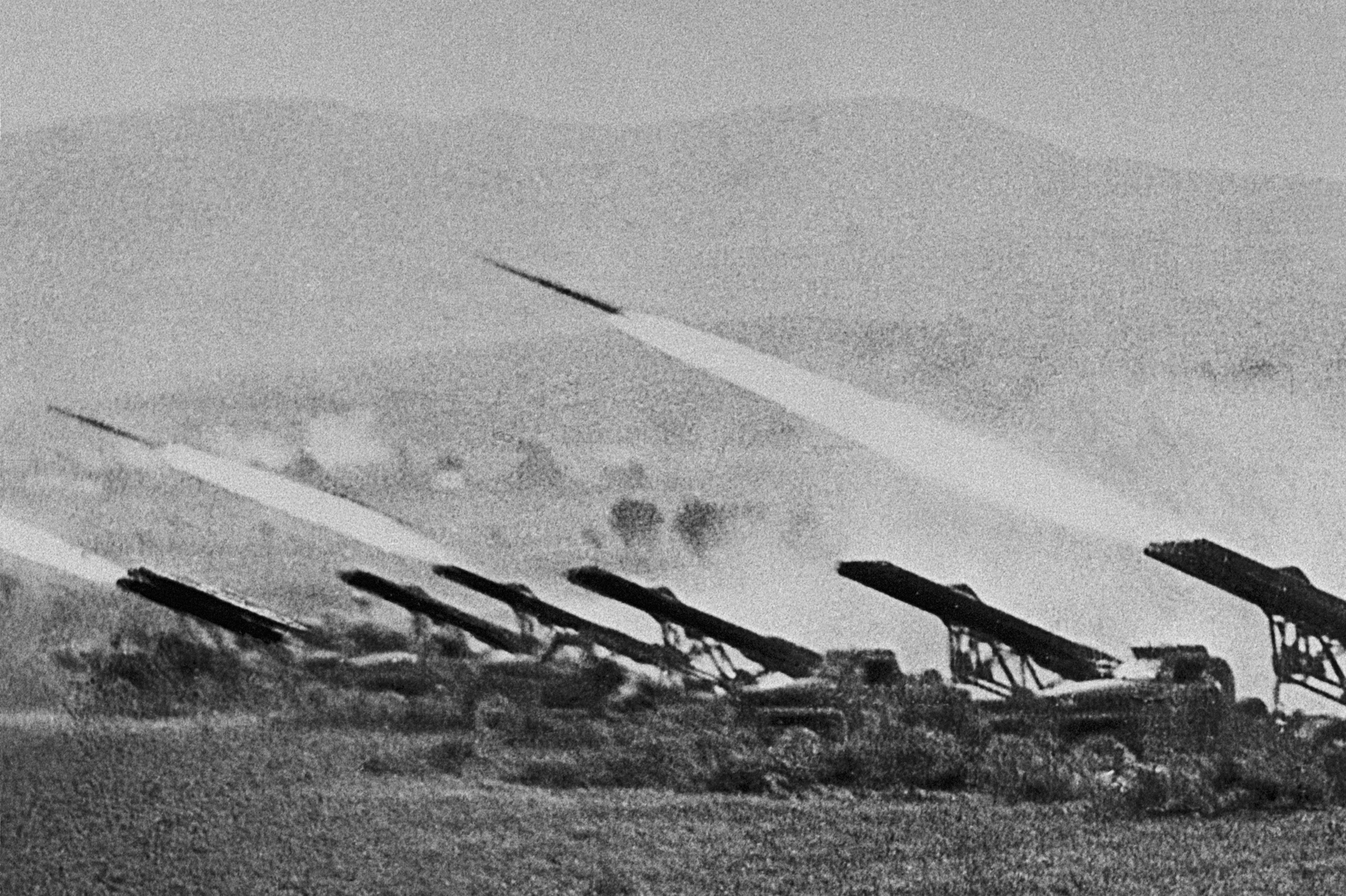
Ett Katiusja-batteri avfyrar raketer, oktober 1942. Dessa "stalinorglar" var en viktig (psykologisk) del av den sovjetiska krigföringen.

Slaget om Stalingrad var ett av krigshistoriens allra största slag. Det var bara början på slutet på ett krig som visade sig ta många liv. Under de sex och en halv månaderna striderna pågick deltog över två miljoner man från båda sidor, 2 000 stridsvagnar, 26 000 kanoner och 2 000 flygplan. Striderna pågick under 200 dagar och man räknar med att i fickan vid Stalingrad dödades över 200 000 tyskar. Man lyckades evakuera 34 000 man med flygplan. Sex tyska divisioner förintades utanför inringningen. Tysklands allierade på östfronten, rumäner, ungrare och italienare, förlorade fyra arméer, vilket innebar bortåt 450 000 man som dödades, skadades eller tillfångatogs. Axelmakternas förluster vid Stalingrad var cirka 850 000 döda, sårade och tillfångatagna, och av dessa var det cirka 480 000 som dödades. Tyskarna hade fått hjälp av 50 000 sovjetiska frivilliga i Stalingrad. De sovjetiska förlusterna beräknades till över 485 000 döda och 650 000 sjuka och skadade men dessa siffror för Sovjet är för hela södra fronten och inte bara Stalingrad. Mer än 40 000 sovjetiska civila förlorade livet i striderna om Stalingrad. Efter det katastrofala nederlaget vid Stalingrad hade tyskarna lyckats evakuera över en miljon man från Kaukasusområdet som hotades att ”förintas”. Mellan november 1942 och februari 1943 förlorade axelmakterna 32 divisioner som totalt tillintetgjordes. Ytterligare 16 divisioner förlorade mellan 50 och 75 procent av sina soldater. Längs hela östfronten förlorade axelmakterna sammanlagt 100 divisioner och 1,5 miljoner man under samma period.
Den sovjetiska segern var en av de stora vändpunkterna i andra världskriget. Tyskarna blev tvingade att retirera från Kaukasus och på våren hade fronten pressats tillbaka till Charkov i Ukraina och vidare norrut. Efter slaget vid Stalingrad återfick aldrig tyskarna initiativet även om det stod och vägde under senvåren och försommaren 1943. Efter att röda armén segrat i slaget vid Kursk övergick initiativet definitivt till Sovjetunionen, som sedan befann sig på en nästan oavbruten offensiv ända fram tills det att Berlin kapitulerade den 2 maj 1945.

## Framstående deltagare (urval)

### Vasilij Zajtsev
Vasilij Zajtsev var en sovjetisk prickskytt som blev en stor rysk hjälte under slaget vid Stalingrad under perioden 10 november till 17 december 1942. Han dödade omkring 230 tyska soldater med sitt Mosin-Nagantgevär under slaget. Geväret han använde sig av står kvar idag på museum i Volgograd. Han utsågs till Hjälte av Sovjetunionen.

### Hirschmann
Tysk löjtnant som i slagets slutskede ensam hejdade 28 ryska stridsvagnar nära järnvägsstationen Bassagino i Stalingrads utkant. Hirschmann manövrerade en luftvärnspjäs helt på egen hand och utplånade 15 stycken T-34:or.

## Order 227
Den 28 juli 1942 utfärdade Josef Stalin order nummer 227, (senare känd som ”Inte ett steg bakåt” (ryska: ”Ни шагу назад!” )) som bakgrund av tyska framsteg i Ryssland. Ordern förklarade: "Panikspridare och ynkryggar måste tillintetgöras på fläcken. Återtågsmentaliteten måste bestämt elimineras. Arméchefer som har tillåtit det frivilliga övergivandet av ställningar måste avlägsnas och ställas inför krigsrätt."
Tidiga tyska framgångar mot Ryssland hade uppmuntrat Hitler i hans mål att ta Leningrad och Stalingrad. Men det tyska angreppet på Stalingrad, på grund av Rysslands överlägsna arbetskraft och den stora dräneringen av tyska resurser och truppstyrka, avstods av en hård sovjetisk stridskraft som hade förstärkts med ett större antal soldater och material. 
Tyskarna vände sedan mot Leningrad. Stalin behövde "motivera" både officerare och civila i sitt försvar mot Leningrad - följaktligen order nr 227. Men det var knappast nödvändigt. Samma dag som ordern utfärdades, dödade ryska bönder och partisaner i Leningradregionen en tysk tjänsteman, Adolf Beck, vars uppgift var att skicka jordbruksprodukter från det ockuperade Ryssland till Tyskland eller tyska trupper. De ryska patrioterna brände spannmålsmagasinen och ladugården där lagret av jordbruksprodukter lagrades före transport. En partisanbroschyr utfärdade en egen order: ”Ryssar! Förstör de tyska markägarna. Driv tyskarna från sovjetens land! ”
Stalin hade också granskat sina planer av den orsaken att Moskva inte längre verkade vara ett av tyskarnas mål. Den 12 juli 1942 etablerades Stalingradfronten med hjälp av styrkor från den sydvästra fronten och andra enheter i området. En vecka senare utbröt krig i staden. Befolkningen mobiliserades för att gräva diken mot stridsvagnar, bunkrar och skyddande jordarbeten runt olje- och bensintankarna vid floden Volga. De som bodde ute på stäppen beordrades att överge sina hem för att Röda armén skulle använda dem som defensiva positioner. Verkligheten var dock mer politisk. De lokala och centrala myndigheterna var oroliga över att kosackerna från Don-stäppen skulle stödja tyskarna och förse dem med mat, men också frivilliga soldater. De som vägrade lämna sina hem fördömdes som förrädare. I staden organiserades fabriksarbetare i specialbrigader och kvinnliga medlemmar i Komsomol utbildades som skyddsskyttar[förklaring behövs]. 
I slutet av juli 1942 försämrades situationen väster om Stalingrad. Röda armens två arméer, 62:a och 64:e, hade destruerats nästan till en kollaps. Stalin blev bekymrad över att Sovjetunionens Röda Armé verkade behöva mer för att klara slaget, och därmed utfärdade han order 227 den 28 juli 1942. Det gjordes en ärlig utvärdering av situationen som beskriver förluster av territorium, befolkning och ekonomiska tillgångar.  Detta följdes av en jämförelse mellan situationen för axelstyrkorna före Moskva 1941, och hur stränga disciplinära åtgärder hade införts för att rädda dem, och tillståndet för sydvästra fronten för närvarande. 

Order 227
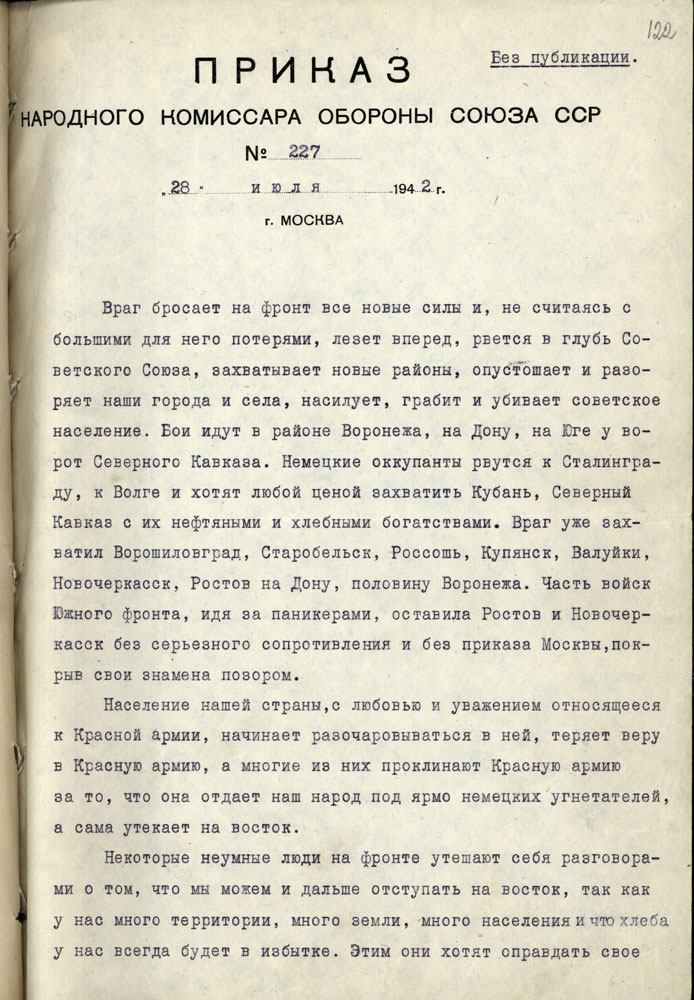
1
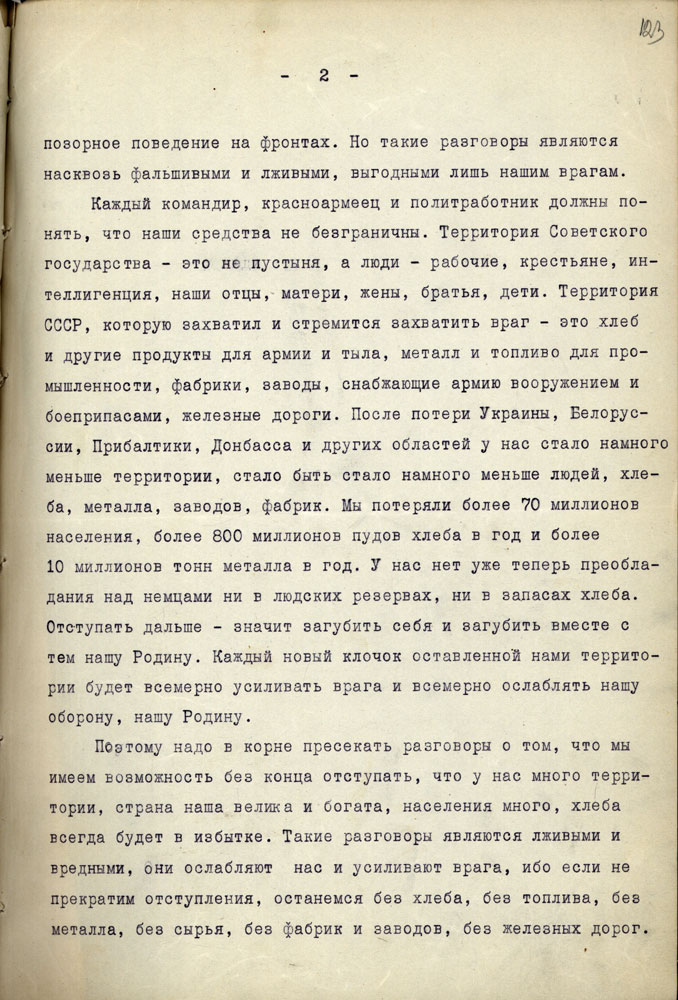
2
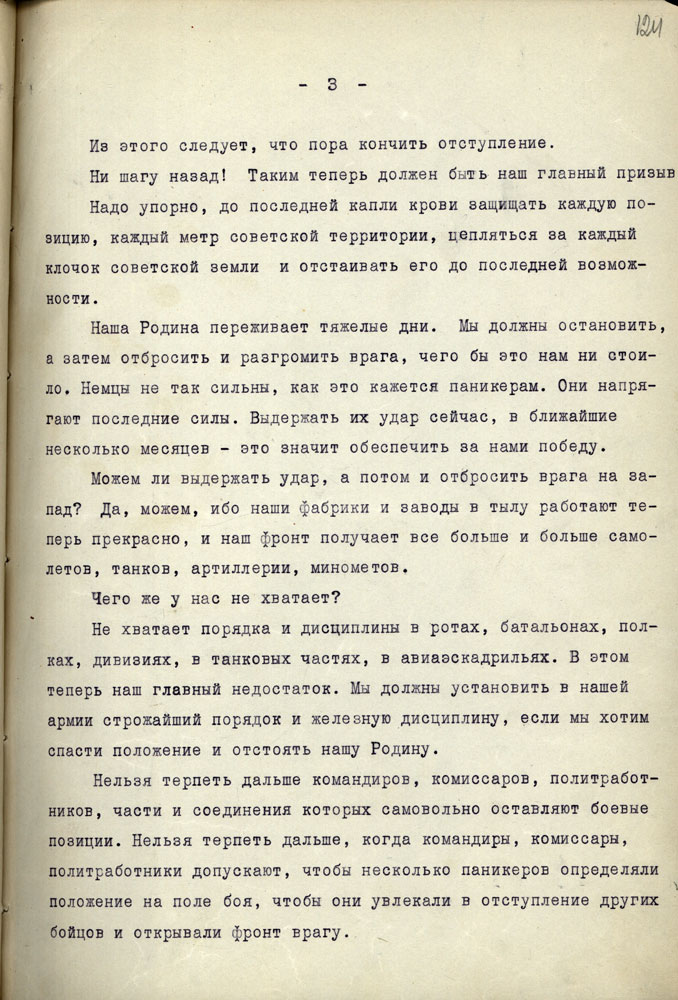
3
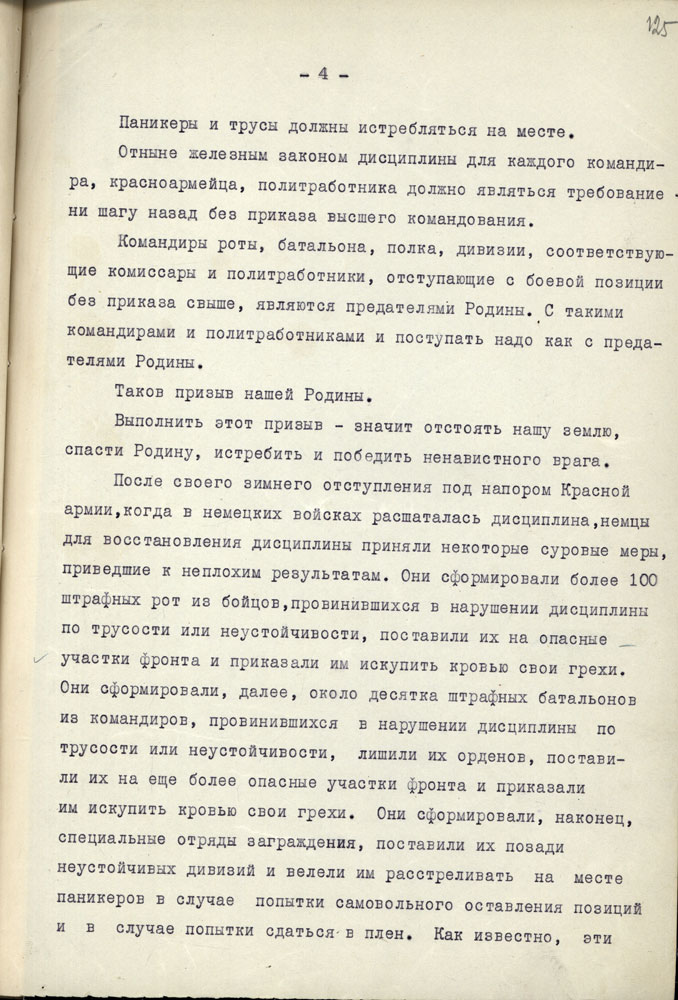
4
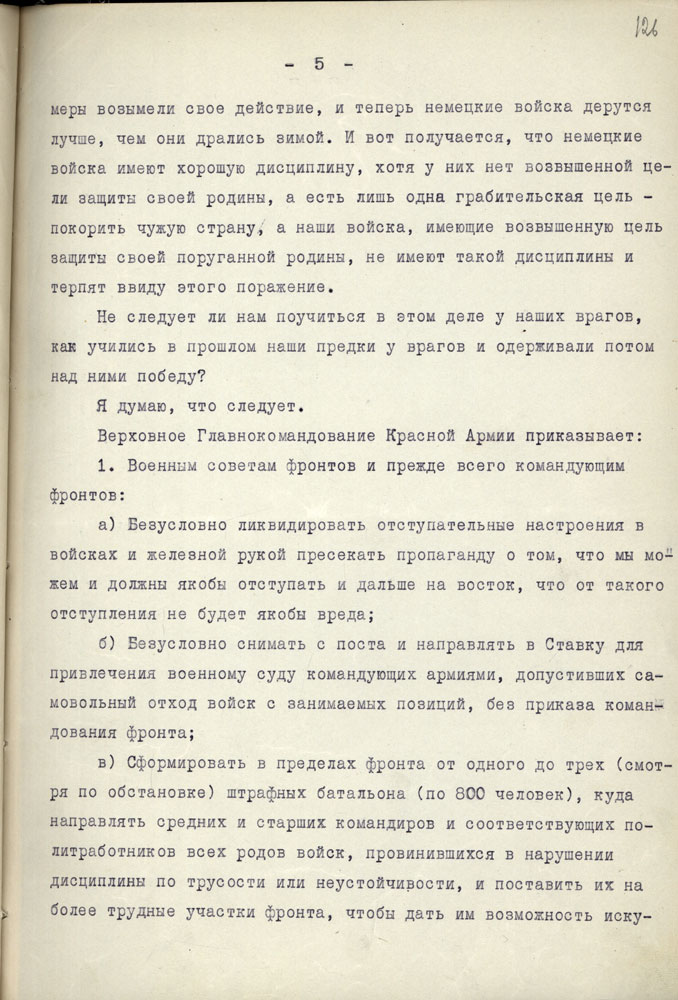
5
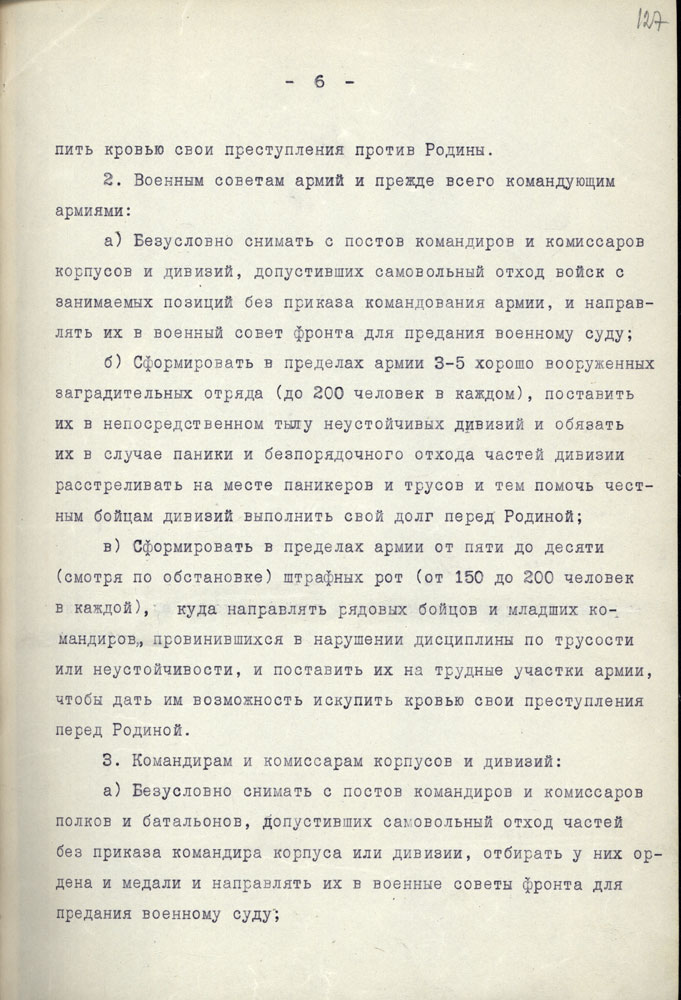
6
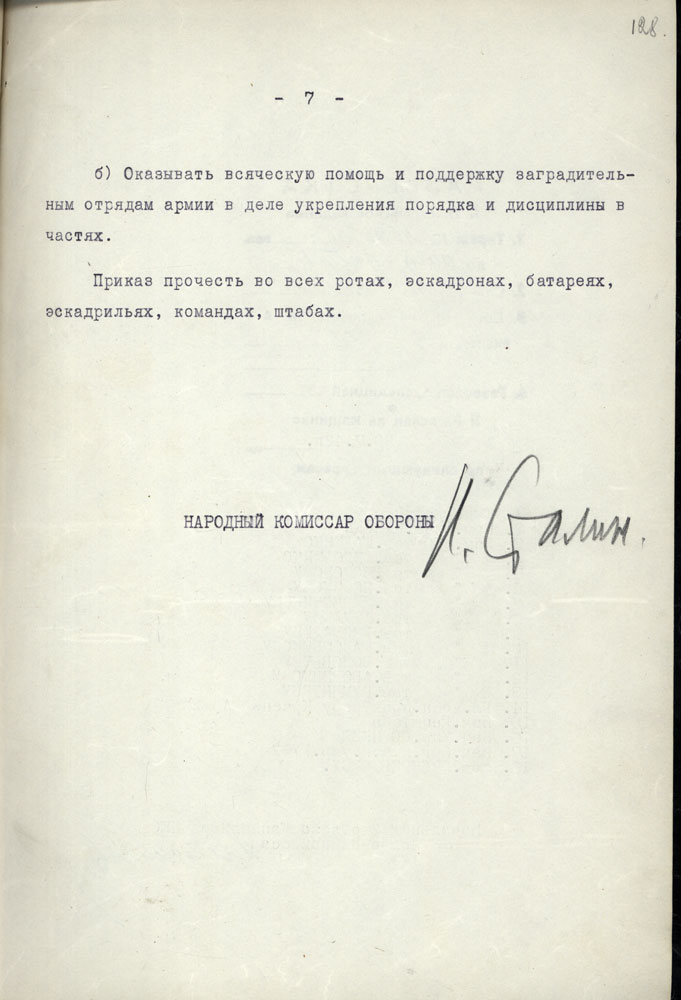
7